# Gipfelkreuz
Gipfelkreuz é o sexto álbum de coletânea da banda alemã Unheilig. Foi lançado no dia 7 de abril de 2015 para promover o início da Gipfelstürmer Tour.

## Lista de Faixas
As faixas 1, 2, 12, 13 e 14 são exclusivas deste álbum.
| N.º | Título                                                                  | Duração |  |
| 1.  | "Gipfelblick"                                                           | 1:57    |  |
| 2.  | "Where are You?" (Part. Licky)                                          | 3:45    |  |
| 3.  | "Brief an dich" (Do álbum "Schattenspiel")                              | 4:42    |  |
| 4.  | "Schmetterling" (Do EP "Freiheit")                                      | 5:32    |  |
| 5.  | "Schlaflos" (Do EP "Spiegelbild")                                       | 4:18    |  |
| 6.  | "Schneller, Höher, Weiter" (Do EP "Astronaut")                          | 3:36    |  |
| 7.  | "Hexenjagd" (Do álbum "Schattenspiel")                                  | 4:22    |  |
| 8.  | "Die alte Leier" (Do álbum "Schattenspiel")                             | 4:17    |  |
| 9.  | "Zinnsoldat" (Do EP "Schutzengel")                                      | 4:40    |  |
| 10. | "Schleichfahrt" (Do single "Maschine")                                  | 4:09    |  |
| 11. | "This Corrosion" (Cover de The Sisters of Mercy - Do single "Maschine") | 8:38    |  |
| 12. | "Keep on Dreaming"                                                      | 4:48    |  |
| 13. | "Desperate Water"                                                       | 5:48    |  |
| 14. | "Gipfelkreuz"                                                           | 3:52    |  |

## Créditos
- Der Graf - Vocais/Instrumentação/Composição/Letras
- Christoph "Licky" Termühlen - Guitarra/Composição e Vocais (Faixa 2)
- Henning Verlage - Teclados/Programação/Produção
- Martin "Potti" Potthoff - Bateria/Percussão
- José Alvarez-Brill - Produção